# Anolis impetigosus
Anolis impetigosus — вид ігуаноподібних ящірок родини анолісових (Dactyloidae). Ендемік Венесуели.

## Поширення і екологія
Anolis impetigosus мешкають в горах Прибережного хребта на півночі Венесуели. Вони живуть у вологих тропічних лісах в горах і передгір'ях, на висоті від 650 до 2087 м. Ведуть деревний спосіб життя.